# Séparation de biens
Pour les articles homonymes, voir Séparation.
Le régime de séparation de biens est un régime matrimonial qui s'applique aux époux en raison soit d'un contrat de mariage, soit d'une décision de justice prise dans le cadre de la séparation du couple. Sous ce régime matrimonial, tous les biens qui existent au jour du mariage et tous ceux acquis au cours de celui-ci restent la propriété exclusive de leur titulaire.

## Droit par pays

### Droit belge
Le régime de séparation de biens est prévu par la loi belge.

### Droit français
Sous le régime de séparation des biens, pendant le mariage, chaque époux gère librement ses revenus et ses biens sous réserve de pourvoir à l'entretien des enfants et du ménage en fonction de ses ressources.
Corrélativement, il y a séparation des dettes, chaque époux étant seul chargé du passif personnel antérieur ou postérieur au mariage
À la dissolution du régime séparatiste, chacun des époux reprend ses biens personnels.En cas de difficulté pour déterminer qui est le propriétaire du bien acheté pendant le mariage par les époux, il faut appliquer le principe selon lequel seul le titre de propriété fait foi de la qualité de propriétaire

### Droit québécois (Canada)
En droit québécois, la séparation de biens est un régime matrimonial offert aux couples mariés qui signent un contrat de mariage ou une union civile notariée. Dans ce régime matrimonial, les biens de chaque époux sont administrés séparément, contrairement au régime de la société d'acquêts.
Le régime de la séparation des biens est décrit aux articles 485 à 491 du Code civil du Québec. Il comporte certaines similitudes avec le régime matrimonial français. D'après l'art. 485 C.c.Q., il s’établit par la simple déclaration faite à cet effet dans le contrat de mariage. D'après l'art. 486 C.c.Q., chaque époux a l’administration, la jouissance et la libre disposition de tous ses biens. L'art. 487 C.c.Q. dispose que le bien sur lequel aucun des époux ne peut justifier de son droit exclusif de propriété est présumé appartenir aux deux indivisément, à chacun pour moitié. Les articles 488 à 491 C.c.Q. prévoient la séparation judiciaire des biens.